# Девять миллиардов имён Бога
«Девять миллиардов имён Бога» (англ. The Nine Billion Names of God) — небольшой фантастический рассказ Артура Кларка (1953). В 2004 году получил ретроспективную Премию Хьюго за лучший рассказ 1954 года.

## Содержание
Рассказ повествует о монахах тибетского монастыря, которые ищут все имена Бога, считая, что именно для этого и была создана Вселенная, и что история Вселенной завершится после нахождения всех имён Бога. За три века до событий, описанных в рассказе, монахи создали свой собственный алфавит, считая, что он может закодировать все возможные имена Бога, содержащие по девять букв. Производя процесс поиска вручную, даже после удаления многочисленных бессмысленных комбинаций, монахи справились бы с работой лишь за 15 тысяч лет. Потому монахи предпочли использовать современную технику для ускорения поиска. Они арендовали электронную вычислительную машину, способную найти все комбинации слов данного алфавита и отсеять ненужные, и наняли двух специалистов для установки и настройки машины. Техники относились скептически к теории монахов, однако приступили к выполнению своей работы.
Через три месяца, ближе к моменту завершения процесса поиска, техники, боясь, что монахи будут обвинять компьютер и их самих, если машина не оправдает многолетних надежд и конец света не наступит, замедлили работу компьютера так, что процесс поиска имён Бога должен был завершиться примерно через несколько часов после их отъезда на лошадях. По пути к аэродрому, где их уже ждал самолёт, они поняли, что подсчёт уже окончен. Они увидели, что «над ними, тихо, без шума одна за другой гасли звёзды».

## Экранизация
В 2018 году история была адаптирована в короткометражный фильм 2018 года Доминика Филхола. За семь лет до этого она уже была адаптирована (более свободно) в португальский короткометражный фильм (под названием «Scr1ptum») швейцарского режиссера Матиаса Фриче.

## История опубликования
- 1967 — в сборнике Артура Кларка. The Nine Billion Names of God: The Best Short Stories of Arthur C. Clarke. Нью-Йорк: Harcourt, Brace & World, 1967.
  - Переиздание: Amereon, Ltd., 1996. ISBN 0-8488-2181-5
- В антологии «Чего стоят крылья». — М.: Советская Россия, 1989. — С. 456-465. — 528 с. — 100 000 экз. — ISBN 5-268-00279-1.